# Oosterse beuk
De oosterse beuk of Kaukasische beuk (Fagus orientalis) is een loofboom uit de napjesdragersfamilie (Fagaceae).
De wetenschappelijke naam van de soort werd gepubliceerd door Vladimir Ippolitovitsj Lipsky in 1898.

## Determinatie
Oosterse beuk is een loofboom die een hoogte bereikt van 30–40 m en een stamdiameter van 100 cm. De oosterse beuk is verwant aan de in Nederland en België voorkomende beuk (Fagus sylvatica) en lijkt hier qua uiterlijk ook op. Oosterse beuk heeft net als de in Nederland en België inheemse beuk een gladde, grijze tot zilvergrijze schors op de stam en de gesteltakken. De bladeren van zijn ovaal tot omgekeerd-eirond en hebben een korte bladsteel van 10–16 mm. De bladeren staan verspreid, met een gave bladrand tot licht gekartelde bladrand. Deze worden gemiddeld 7 à 15 cm lang en 5 à 9 cm breed. Aan beide zijden van de hoofdnerf bevinden zich 8–13 zijnerven. Ter vergelijking: de in West-Europa voorkomende beuk heeft 5–8 zijnerven aan beide zijden van de hoofdnerf. De bladeren zijn bij het uitlopen behaard. Later wordt de bovenzijde kaal en donkergroen, terwijl de onderzijde langs de nerven behaard blijft en lichtgroen is.
De soort heeft zowel mannelijke als vrouwelijke bloemen, die van elkaar verschillen in uiterlijk. De mannelijke bloemen hangen als katjes en de vrouwelijke bloemen zijn rechtopstaand. De vrouwelijke bloemen verschijnen tegelijkertijd met de bladeren in de lente.

## Ecologie
Oosterse beuk vindt haar optimum op lemige bodems. De soort heeft een hoge schaduwtolerantie en komt niet voor op natte standplaatsen. Ze is gewoonlijk te vinden op hoogten tussen de 200–2.200 m boven zeeniveau.

## Verspreiding
Het verspreidingsgebied van oosterse beuk strekt zich uit over de Kaukasus, de Krim, de Elboers, Anatolië en het zuidoosten van de Balkan. Verder vertoont het verspreidingsgebied nog uitstralingen naar het Rodopegebergte van Griekenland en Bulgarije. 
In Nederland is Oosterse beuk vanaf 1904 ingevoerd maar is alhier niet ingeburgerd.

## Fotogalerij

Het aantal zijnerven aan beide zijden van de hoofdnerf is het gemakkelijkste differentiërende kenmerk ten opzichte van beuk (Fagus sylvatica).
Tak met bladeren.
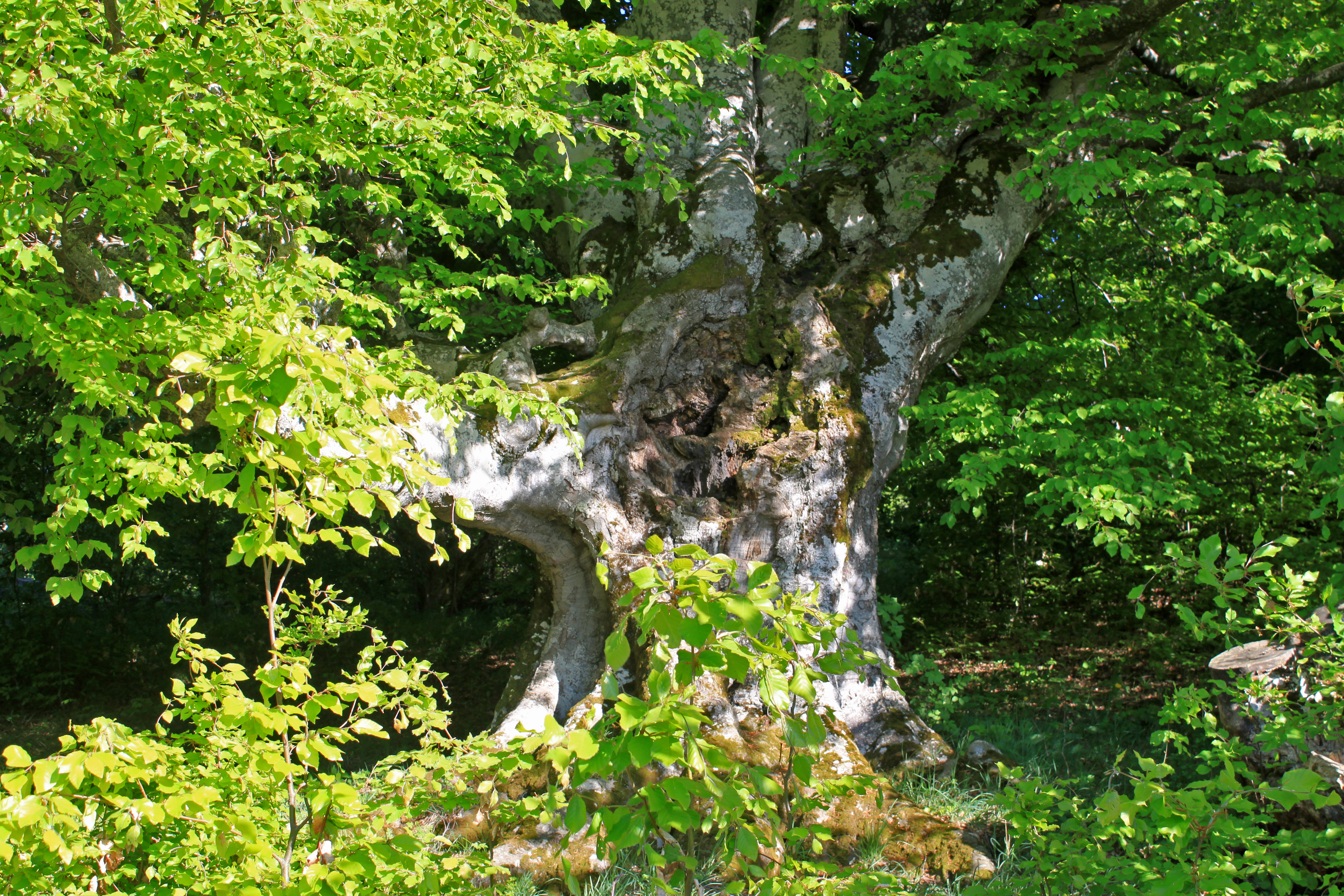
Een oude oosterse beuk in het Krimgebergte.
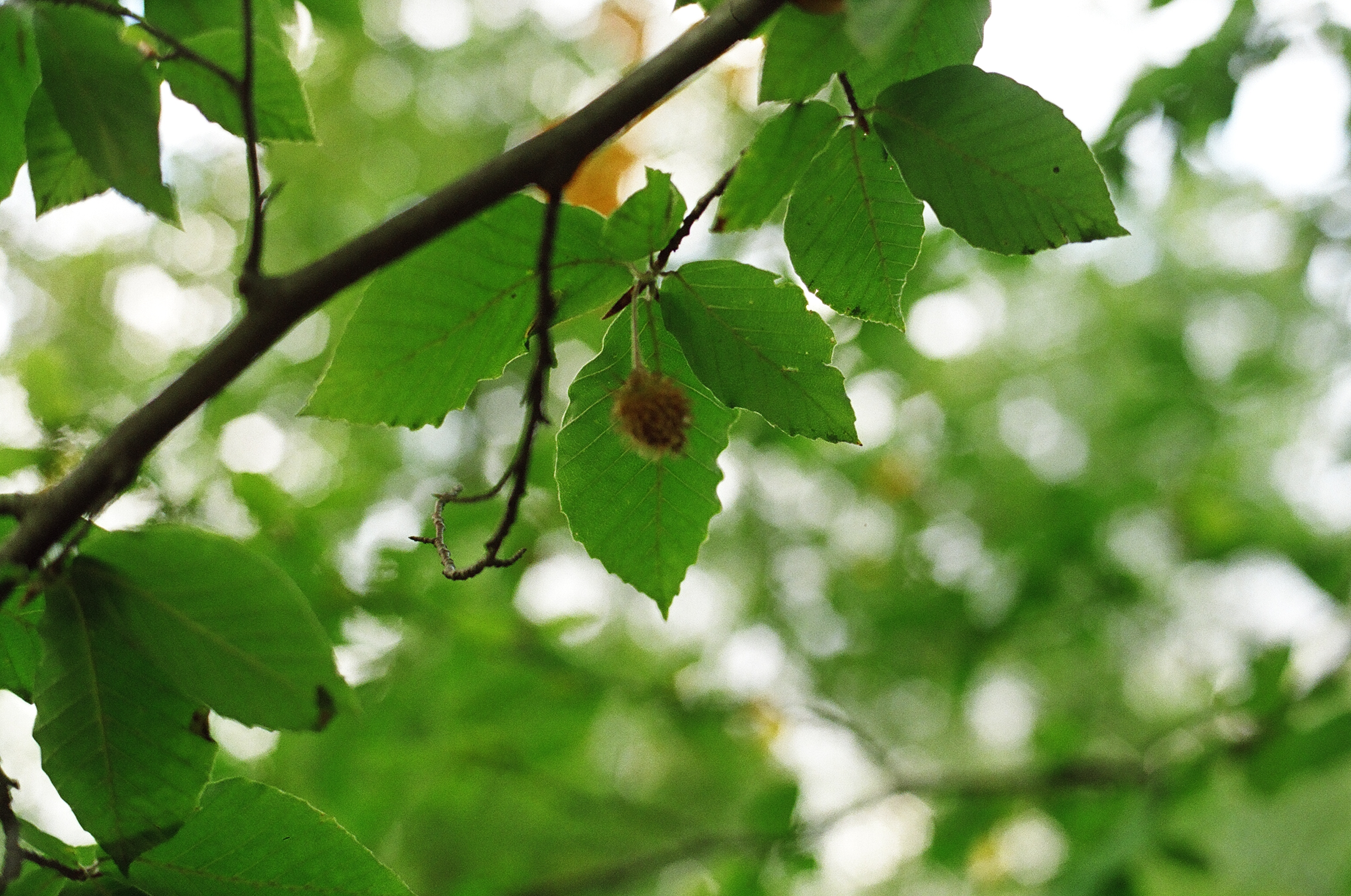
Bladeren van de oosterse beuk in Biosfeerreservaat Teberdinski.

... · 
F. crenata (Japanse beuk) · 
F. engleriana (Chinese beuk) · 
F. grandifolia (Amerikaanse beuk) · 
F. hayatae (Taiwanese beuk) · 
F. japonica (Japanse bruine beuk) · 
F. longipetiolata (Zuid-Chinese beuk) · 
F. lucida (glimmende beuk) · 
F. mexicana (Mexicaanse beuk) · 
F. orientalis (oosterse beuk) · 
F. sylvatica (beuk) ·
...